# Jean-Pierre Michaël
Pour les articles homonymes, voir Michaël.
Jean-Pierre Michaël, né Jean-Pierre Baguette le 21 septembre 1966 à Paris, est un acteur et directeur artistique français.
Prolifique au théâtre, Jean-Pierre Michaël est le 490e sociétaire de la Comédie-Française. Évoluant également devant la caméra, il apparait essentiellement à la télévision, son rôle le plus connu du grand public étant celui de Marc Venturi dans la série RIS police scientifique (2006-2009).
Comédien éclectique, Jean-Pierre Michaël est également spécialisé dans le milieu du doublage, étant notamment la voix française régulière de plusieurs comédiens étrangers dont notamment Brad Pitt, Keanu Reeves ou encore Ethan Hawke.

## Biographie

### Jeunesse
Né Jean-Pierre Baguette, Jean-Pierre Michaël est le fils de l'acteur belge Pierre Michael.

### Vie privée
Il est le mari depuis 2016 de l'actrice française Cécile Bois qu’il a rencontrée en 2003, avec laquelle il a deux filles, en plus de deux autres enfants d'un premier mariage.

### Carrière
490e sociétaire de la Comédie-Française, Jean-Pierre est un acteur français à la carrière théâtrale riche et variée avec plus de 40 pièces à son actif en 2018.
Depuis 2005 et son départ de la Comédie-Française où il était entré en 1988, il se consacre beaucoup plus à l'image. Il a, entre autres, après avoir interprété le colonel Jean-Marie Bastien-Thiry dans Ils voulaient tuer de Gaulle, été le rôle principal des deux premières saisons de RIS police scientifique. Il a aussi tourné les premiers rôles masculins d'Une vie à une, Les Corbeaux et d'autres téléfilms récents. Il s'investit également dans Un pique-nique chez Osiris, Avocats et Associés et Clochemerle.
Il joue en 2012 le rôle de Thémistocle en grec ancien pour Arte dans Au nom d'Athènes. En 2013, il a tourné pour Arte De feu et de glace où il tient le rôle de Caulaincourt. En 2014, il tourne avec sa compagne Cécile Bois dans un épisode de la quatrième saison de la série Candice Renoir. Il reprend son rôle en 2019 dans plusieurs épisodes de la septième saison.
En 2014, il apparait également dans Crime en Lozère. En 2015, il fait une apparition dans un nouvel épisode de Joséphine Ange-Gardien. En 2016, il tourne dans un épisode de Cherif.
Il réalise un premier court métrage en 2014, intitulé Impact avec Cécile Bois et Jean-Charles Deval qui sera sélectionné plus de 80 fois dans le monde entier[réf. nécessaire]. En 2016, il réalise Demain j'arrête, toujours avec Cécile Bois mais aussi Shirley Bousquet et Stéphane Blancafort, produit par Wag Prod[réf. nécessaire].
Il prête également sa voix à des acteurs dans le domaine du doublage, dont notamment Brad Pitt dont il est la voix française régulière. Il double également de manière régulière les acteurs Timothy Olyphant, Keanu Reeves, Jude Law, Ethan Hawke, Jack Davenport, Ben Affleck, Michael Fassbender, Damian Lewis, Karl Urban ou encore Jim Caviezel.
Il a été aussi, depuis la rentrée 2009 et jusqu'en 2012 la voix officielle de Virgin Radio. De fin 2012 à août 2017 il est la voix officielle de C8. Il prête aussi sa voix à de nombreuses campagnes publicitaires telles que celles de  L'Oréal, Groupama ou encore Allianz.

## Théâtre
- 1987 : Dom Juan de Molière, mise en scène Francis Huster, théâtre Renaud-Barrault
- 1988 : Nicomède de Corneille, mise en scène Françoise Seigner, Comédie-Française
- 1988 : La guerre de Troie n'aura pas lieu de Jean Giraudoux, mise en scène Michel Etcheverry, Comédie-Française
- 1989 : Lorenzaccio d'Alfred de Musset, mise en scène Georges Lavaudant, Comédie-Française
- 1989 : L'Avare de Molière, mise en scène Jean-Paul Roussillon, Comédie-Française
- 1990 : Le Misanthrope de Molière, mise en scène Simon Eine, Comédie-Française en tournée
- 1990 : Le Barbier de Séville de Beaumarchais, mise en scène Jean-Luc Boutté, Comédie-Française
- 1990 : La Mère coupable de Beaumarchais, mise en scène Jean-Pierre Vincent, Comédie-Française
- 1990 : L'Émission de télévision de Michel Vinaver, mise en scène Jacques Lassalle, Théâtre national de l'Odéon, Théâtre national de Strasbourg
- 1991 : Père d'August Strindberg, mise en scène Patrice Kerbrat, Comédie-Française
- 1991 : Le roi s'amuse de Victor Hugo, mise en scène Jean-Luc Boutté, Comédie-Française
- 1992 : La Vie de Galilée de Bertolt Brecht, mise en scène Antoine Vitez, Comédie-Française
- 1993 : L'Impromptu de Versailles de Molière, mise en scène Jean-Luc Boutté, Comédie-Française Salle Richelieu
- 1993 : Le Faiseur d'Honoré de Balzac, mise en scène Jean-Paul Roussillon, Comédie-Française Salle Richelieu
- 1993 : Le Prix Martin d'Eugène Labiche, mise en scène Jiří Menzel, Comédie-Française
- 1993 : Les Précieuses ridicules de Molière, mise en scène Jean-Luc Boutté, Comédie-Française
- 1994 : Hamlet de William Shakespeare, mise en scène Georges Lavaudant, Comédie-Française
- 1995 : Occupe-toi d'Amélie de Georges Feydeau, mise en scène Roger Planchon, Comédie-Française Salle Richelieu
- 1995 : Le Misanthrope de Molière, mise en scène Simon Eine, Comédie-Française
- 1995 : Mille francs de récompense de Victor Hugo, mise en scène Jean-Paul Roussillon, Comédie-Française
- 1996 : Moi d'Eugène Labiche, mise en scène Jean-Louis Benoît, Comédie-Française
- 1996 : Clitandre de Corneille, mise en scène Muriel Mayette, Comédie-Française
- 1996 : Léo Burckart de Gérard de Nerval, mise en scène Jean-Pierre Vincent, Comédie-Française
- 1997 : L'Hiver sous la table de Roland Topor, mise en scène Claude Confortès, Studio-Théâtre de la Comédie-Française
- 1998 : Arcadia de Tom Stoppard, mise en scène Philippe Adrien, Théâtre du Vieux-Colombier
- 1998 : Rodogune de Corneille, mise en scène Jacques Rosner, Comédie-Française
- 1998 : Chat en poche de Georges Feydeau, mise en scène Muriel Mayette, théâtre du Vieux-Colombier
- 1999 : L'Incorruptible de Hugo von Hofmannsthal, mise en scène Philippe Adrien, théâtre du Vieux-Colombier
- 2000 : Amorphe d'Ottenburg de Jean-Claude Grumberg, mise en scène Jean-Michel Ribes, Comédie-Française
- 2000 : Le Bourgeois gentilhomme de Molière, mise en scène Jean-Louis Benoît, Comédie-Française
- 2001 : Le Gna de Loyïs, mise en scène Anne-André Reille, Comédie-Française
- 2002 : Amphitryon de Molière, mise en scène Anatoli Vassiliev, Comédie-Française
- 2003 : La Jalousie de Sacha Guitry, mise en scène Bernard Murat, tournée France et pays francophones
- 2004 : Le Grand Théâtre du Monde de Pedro Calderón de la Barca, mise en scène Christian Schiaretti, Comédie-Française
- 2004 : Les Grelots du fou de Luigi Pirandello, mise en scène Claude Stratz, théâtre du Vieux-Colombier
- 2010 : Refuge pour temps d'orage de Patrick de Carolis, mise en scène B. Dautun, théâtre Petit-Hébertot
- 2011 : Madame Sans-Gêne de Victorien Sardou, mise en scène Alain Sachs, théâtre Antoine
- 2018 : Un fil à la patte de Georges Feydeau, mise en scène Christophe Lidon, théâtre Montparnasse
- 2018 : La Vie rêvée d'Helen Cox de Antoine Rault, mise en scène Christophe Lidon, théâtre La Bruyère
- 2022 : Un fil à la patte de Georges Feydeau, mise en scène Christophe Lidon, théâtre Hébertot
- 2024 : L'Ami du Président de Félicien Marceau, mise en scène Christophe Lidon, théâtre des Gémeaux festival off d'Avignon

## Filmographie

### Cinéma
- 2000 : Tôt ou tard d'Anne-Marie Étienne : Olivier
- 2023 : Un jour pas comme les autres de Pascal Lastrajoli (Court-Métrage) : Eric

### Télévision
- 2000 : Le juge est une femme, Cadeau d'entreprise de Pierre Boutron : Nicolas d'Upsen
- 2001 : Un pique-nique chez Osiris de Nina Companeez : Paul de Bonnières
- 2003 : Joséphine, ange gardien, Le compteur à zéro de Henri Helman : Marc, chauffeur de taxi illettré
- 2003 : Nestor Burma, Maquereaux aux vingt planques de Maurice Frydland : Gilles Romele
- 2004 : L'Instit, Adrien de Jean Sagols : Christian Danville
- 2004 : Avocats et Associés, À corps défendant de Patrice Martineau : Marc Gillain
- 2005 : Ils voulaient tuer de Gaulle de Jean-Teddy Filippe : le colonel Jean-Marie Bastien-Thiry
- 2006-2007 : Élodie Bradford : Nicolas (Saison 1, épisodes 4 et 5)
- 2006-2009 : RIS police scientifique : Marc Venturi, chef au RIS (Saisons 1, 2 et 5 en guest)
- 2008 : La Vie à une de Frédéric Auburtin : Laurent
- 2009 : Les Corbeaux de Régis Musset : Thomas (Mini-série)
- 2009 : Vive les vacances ! de Stéphane Kappes : le propriétaire (Saison 1, épisode 6)
- 2010 : Diane, femme flic, Que justice soit faite de Jean-Michel Fages : Michael Pradier
- 2010 : Camping Paradis, Magique Camping de Didier Albert : Lucas Mancini
- 2012 : Section de recherches, Rien ne va plus de Gérard Marx : Quentin
- 2012 : Au nom d'Athènes de Fabrice Hourlier : Thémistocle
- 2013 : 1812, De feu et de Glace de Fabrice Hourlier : Armand de Caulaincourt
- 2013 : Bébé à tout prix de Guillaume Clicquot, sur OCS : le père
- 2014 : Crime en Lozère de Claude-Michel Rome : Docteur Gilles Monteillet
- 2014 : Napoléon, la campagne de Russie de Fabrice Hourlier : Armand de Caulaincourt
- 2014 puis 2019 : Candice Renoir (saison 2, épisode 10, puis saison 7) réalisé par Olivier Barma : Simon Ferrer
- 2015 : L'amour à 200 mètres réalisé par Thierry Bouteiller : Marc
- 2015 : Joséphine, ange gardien, Belle-mère, belle fille réalisé par Jean-Marc Seban : Antoine
- 2016 : Cherif, réalisé par Akim Isker : Alexandre Salviac
- 2017 : Meurtres à Orléans de Jean-Marc Seban : François Duvivier
- 2018 : La Guerre des as de Fabrice Hourlier : Paul Guynemer
- 2018 : Tu vivras ma fille de Gabriel Aghion : Dr Dubreuil
- 2020 : Le petit cinéma ambulant, court métrage de Julien Azhar : le père
- 2020 : Commissaire Magellan, épisode Mortel refrain : Gordon
- 2021 : Ici tout commence : Pierre Rigaut
- 2021 : Police de caractères (série) de Gabriel Aghion (saison 2, épisode 1 "Cadavre exquis") : Patrick Varney
- 2021 : The Reunion de Bill Eagles : Yves Delanegra
- 2024 : Furies : Papou

Spectacle
- 2016 : Parc du Futuroscope : Le commandant de bord «Franck Garrison» dans l’attraction : «l'Extraordinaire Voyage»

## Doublage
Note : les dates d'avant 1995 (en italique) correspondent aux sorties initiales des films au redoublage desquels Jean-Pierre Michaël a participé.

### Cinéma

#### Films
- Brad Pitt dans (32 films) :
  - Ennemis rapprochés (1997) : Rory Devaney / Francis Austin McGuire
  - Sept Ans au Tibet (1997) : Heinrich Harrer
  - Rencontre avec Joe Black (1998) : le nouvel arrivant / Joe Black (la Mort)
  - Snatch : Tu braques ou tu raques (2000) : Mickey O'Neil
  - Ocean's Eleven (2001) : Rusty Ryan
  - Full Frontal (2002) : Brad Pitt
  - Troie (2004) : Achille
  - Ocean's Twelve (2004) : Rusty Ryan
  - Mr. et Mrs. Smith (2005) : John Smith
  - Babel (2006) : Richard Jones
  - Ocean's Thirteen (2007) : Rusty Ryan
  - L'Assassinat de Jesse James par le lâche Robert Ford (2007) : Jesse James
  - L'Étrange Histoire de Benjamin Button (2008) : Benjamin Button
  - Inglourious Basterds (2009) : le lieutenant Aldo Raine
  - The Tree of Life (2011) : M. O'Brien
  - Le Stratège (2011) : Billy Beane
  - Cogan: Killing Them Softly (2012) : Jackie Cogan
  - World War Z (2013) : Gerry Lane
  - Cartel (2013) : Westrey
  - Twelve Years a Slave (2013) : Samuel Bass
  - 22 Jump Street (2014) : un documentariste à l'université (caméo)
  - Fury (2014) : Wardaddy
  - Vue sur mer (2015) : Roland
  - Alliés (2016) : Max Vatan
  - War Machine (2017) : le général Dan McMahon
  - Once Upon a Time in Hollywood (2019) : Cliff Booth
  - Ad Astra (2019) : Roy McBride
  - Le Secret de la cité perdue (2022) : Jack Lentraineur (caméo)
  - Bullet Train (2022) : « Coccinelle »
  - Babylon (2022) : Jack Conrad
  - Wolfs (2024) : Nick
  - F1 (2025) : Sonny Hayes

- Keanu Reeves dans (30 films) :
  - Le Fleuve de la mort (1986[n 1]) : Matt
  - L'Associé du diable (1997) : Kevin Lomax
  - Matrix (1999) : Thomas A. Anderson / « Néo »
  - Intuitions (2001) : Donnie Barksdale
  - Hardball (2001) : Conor O'Neill
  - Matrix Reloaded (2003) : Thomas A. Anderson / « Néo »
  - Matrix Revolutions (2003) : Thomas A. Anderson / « Néo »
  - Tout peut arriver (2003) : Dr Julian Mercer
  - Constantine (2005) : John Constantine
  - Entre deux rives (2006) : Alex Burnham
  - A Scanner Darkly (2006) : Bob Arctor / Fred
  - Au bout de la nuit (2008) : Tom Ludlow
  - 47 Ronin (2013) : Kai
  - L'Homme du Tai Chi (2014) : Donaka Mark
  - John Wick (2014) : John Wick
  - Knock Knock (2015) : Evan Webber
  - Suspicions (2016) : Scott Galban
  - The Neon Demon (2016) : Hank
  - John Wick 2 (2017) : John Wick
  - To the Bone (2017) : Dr William Beckham
  - The Bad Batch (2017) : Rockwell
  - SPF-18 (2017) : Keanu Reeves
  - Destination mariage et plus si affinités... (2018) : Frank
  - Replicas (2018) : Will Foster
  - John Wick Parabellum (2019) : John Wick
  - Entre deux fougères, le film (2019) : Keanu Reeves
  - Matrix Resurrections (2021) : Thomas A. Anderson / « Néo »
  - John Wick : Chapitre 4 (2023) : John Wick
  - Sonic 3, le film (2024) : Shadow (voix)
  - Ballerina (2025) : John Wick

- Ethan Hawke dans (28 films) :
  - A Midnight Clear (1992[n 1]) : Will Knott
  - Bienvenue à Gattaca (1997) : Vincent Anton Freeman
  - Training Day (2001) : Jake Hoyt
  - Taking Lives, destins violés (2004) : Costa
  - Assaut sur le central 13 (2005) : Jake Roenick
  - Little New York (2009) : Sully
  - Boston Streets (2011) : Paulie McDougan
  - Sinister (2012) : Ellison
  - Total Recall : Mémoires programmées (2012) : Hauser (uniquement en version longue)
  - American Nightmare (2013) : James Sandin
  - Getaway (2013) : Brent Magna
  - Boyhood (2014) : Mason Sr.
  - Anarchy: Ride or Die (2014) : Iachimo
  - Good Kill (2015) : Tom Egan
  - Born to Be Blue (2015) : Chet Baker
  - Régression (2015) : Bruce Kenner
  - In a Valley of Violence (2016) : Paul
  - Valérian et la Cité des mille planètes (2017) : Jolly
  - Sur le chemin de la rédemption (2017) : Toller
  - 24H Limit (2018) : Travis Conrad
  - Juliet, Naked (2018) : Tucker Crowe
  - Stockholm (2018) : Kaj Hansson / Lars Nystrom
  - Cut Throat City (2020) : Jackson Symms
  - The Guilty (2021) : le sergent Bill Miller (voix)
  - The Northman (2022) : le roi Horwendil
  - Raymond et Ray (2022) : Ray
  - Glass Onion : Une histoire à couteaux tirés (2022) : l'assistant de Bron
  - Le Monde après nous (2023) : Clay Sandford

- Michael Fassbender dans (14 films) :
  - X-Men : Le Commencement (2011) : Erik Lehnsherr / Magnéto
  - Jane Eyre (2011) : Edward Rochester
  - Prometheus (2012) : David
  - X-Men: Days of Future Past (2014) : Erik Lehnsherr / Magnéto
  - Une vie entre deux océans (2016) : Tom Sherbourne
  - X-Men: Apocalypse (2016) : Erik Lehnsherr / Magnéto
  - Assassin's Creed (2016) : Callum Lynch / Aguillar de Nehra
  - À ceux qui nous ont offensés (2016) : Chad
  - Alien: Covenant (2017) : Walter / David
  - Song to Song (2017) : Cook
  - X-Men: Dark Phoenix (2019) : Erik Lehnsherr / Magnéto
  - The Killer (2023) : le tueur
  - Une équipe de rêve (2023) : Thomas Rongen (en)
  - The Insider (2025) : George Woodhouse

- Ben Affleck dans (13 films) :
  - Armageddon (1998) : A.J. Frost
  - Shakespeare in Love (1998) : Ned Alleyn
  - 200 Cigarettes (1999) : Barman
  - Les Initiés (2000) : Jim Young
  - Pearl Harbor (2001) : capitaine Rafe McCawley
  - Daredevil (2003) : Matt Murdock / Daredevil
  - Paycheck (2003) : Michael Jennings
  - Hollywoodland (2006) : Georges Reeves
  - Ce que pensent les hommes (2009) : Neil
  - Jeux de pouvoir (2009) : Stephen Collins
  - Players (2013) : Ivan Block
  - Gone Girl (2014) : Nicholas « Nick » Dunne
  - Le Dernier Duel (2021) : le comte Pierre II d'Alençon
  - Eaux profondes (2022) : Victor « Vic » Van Allen

- Jude Law dans (11 films) :
  - A.I. Intelligence artificielle (2001) : Gigolo Joe
  - Irrésistible Alfie (2004) : Alfie
  - Capitaine Sky et le Monde de demain (2004) : Joe « Sky Captain » Sullivan
  - J'adore Huckabees (2004) : Brad Stand
  - The Holiday (2006) : Graham Simpkins
  - Le Limier (2007) : Milo Tindle
  - Contagion (2011) : Alan Krumwiede
  - Hugo Cabret (2011) : le père de Hugo
  - Captain Marvel (2019) : Yon-Rogg
  - Peter Pan et Wendy (2023) : le Capitaine Crochet
  - Le Jeu de la reine (2023) : Henri VIII

- Timothy Olyphant dans (9 films) :
  - Go (1999) : Todd Gaines
  - Die Hard 4 : Retour en enfer (2007) : Thomas Gabriel
  - Meet Bill (2008) : Chip
  - Escapade fatale (2009) : Nick
  - Numéro Quatre (2011) : Henri
  - C'est ici que l'on se quitte (2014) : Horry
  - Joyeuse fête des mères (2016) : Henry
  - Lilly et l'Oiseau (2021) : Travis Delp
  - Amsterdam (2022) : Taron Milfax

- Damian Lewis dans (7 films) :
  - Will (2011) : Gareth
  - The Sweeney (2012) : Frank Haskins
  - Roméo et Juliette (2013) : seigneur Capulet
  - The Silent Storm (2014) : Balor
  - Un traître idéal (2016) : Hector
  - Dream Horse (2021) : Howard Davies
  - The Radleys (en) (2024) : Peter et Will Radley

- Domhnall Gleeson dans (6 films) :
  - Star Wars, épisode VII : Le Réveil de la Force (2015) : Général Hux
  - Goodbye Christopher Robin (2017) : Alan Alexander Milne
  - Star Wars, épisode VIII : Les Derniers Jedi (2017) : Général Hux
  - Star Wars, épisode IX : L'Ascension de Skywalker (2019) : Général Hux
  - Fountain of Youth (2025) : Owen Carver
  - Echo Valley (2025) : Jackie Lyman

- Karl Urban dans (5 films) :
  - Le Seigneur des anneaux : Les Deux Tours (2002) : Éomer
  - Le Seigneur des anneaux : Le Retour du roi (2003) : Éomer
  - Red (2010) : William Cooper
  - Priest (2011) : Black Hat
  - Dredd (2012) : Juge Dredd

- Scott Speedman dans (5 films) :
  - Dark Blue (2003) : Bobby Keough
  - xXx²: The Next Level (2005) : l'agent Kyle Steele
  - The Strangers (2008) : James Hoyt
  - Je te promets (2012) : Jeremy
  - Les Crimes du futur (2021) : Lang Dotrice

- Harry Connick Jr. dans (4 films) :
  - Chewing-gum et Cornemuse (2002) : Daniel Gallagher
  - Bug (2007) : Jerry Goss
  - Angels Sing (2013) : Michael Walker
  - Si je tombe (en) (2024) : John Allman

- Johnny Depp dans :
  - Meurtre en suspens (1995) : Gene Watson
  - Dead Man (1995) : William « Bill » Blake
  - Rochester, le dernier des libertins (2004) : John Wilmot, 2e comte de Rochester

- Matthew Broderick dans :
  - Disjoncté (1996) : Steven M. Kovacs
  - Godzilla (1998) : Dr Nick Tatopoulos
  - Inspecteur Gadget (1999) : l'officier John Brown / l'inspecteur Gadget

- Christian Bale dans :
  - American Psycho (2000) : Patrick Bateman
  - American Bluff (2013) : Irving Rosenfeld
  - Les Brasiers de la colère (2013) : Russell Baze

- Jack Davenport dans :
  - Pirates des Caraïbes : La Malédiction du Black Pearl (2003) : James Norrington
  - Pirates des Caraïbes : Le Secret du coffre maudit (2006) : James Norrington
  - Pirates des Caraïbes : Jusqu'au bout du monde (2007) : James Norrington

- Aidan Gillen dans :
  - Shanghai Kid 2 (2003) : Lord Nelson Rathbone
  - Wake Wood (2011) : Patrick Daley
  - Blitz (2011) : Barry Weitz/Blitz

- Brendan Fraser dans :
  - Voyage jusqu'au bout de la nuit (2006) : Paul
  - Voyage au centre de la Terre (2008) : Trevor Anderson
  - Cœur d'encre (2008) : Mortimer Folchart

- Jim Caviezel dans :
  - Évasion (2013) : Willard Hobbes
  - When the Game Stands Tall (2014) : Bob Ladouceur
  - Sound of Freedom (2023) : Tim Ballard

- Stephen Dorff dans :
  - Blood and Wine (1996) : Jason
  - City of Crime (1997) : Skip Kovich

- Tony Goldwyn dans :
  - Le Collectionneur (1997) : Dr William Rudolph
  - Le Flingueur (2011) : Dean

- Thomas Jane dans :
  - C'est pas mon jour ! (1998) : Casey Wells
  - Men of Fire (2016) : Carter

- John Simm dans :
  - Wonderland (1999) : Eddie
  - 24 Hour Party People (2002) : Bernard Summer

- Paul Bettany dans :
  - Gangster no 1 (2000) : le jeune gangster
  - The Tourist (2010) : Acheson

- Richard Roxburgh dans :
  - Moulin Rouge (2001) : le Duc de Monroth
  - Angel of Mine (2019) : Bernard

- Will Yun Lee dans : 
  - Meurs un autre jour (2002) : le colonel Moon
  - L'Aube rouge (2012) : le capitaine Cho

- Josh Duhamel dans :
  - Rendez-vous avec une star (2004) : Tad Hamilton
  - Les Meilleurs Amis (2010) : Tom

- Benjamin Bratt dans :
  - L'Amour aux temps du choléra (2007) : Dr Juvenal Urbino
  - La Mère de la mariée (2024) : Will

- Joel Kinnaman dans :
  - The Darkest Hour (2011) : Skyler
  - RoboCop (2014) : Alex Murphy / RoboCop

- 1941[n 2] : Vendetta : Lucien Franchi / Mario Franchi (Douglas Fairbanks Jr.)
- 1978[n 3] : Superman : Superman / Clark Kent (Christopher Reeve)
- 1979[n 4] : La Dernière Chevalerie : Gao Peng (Lau Kong)
- 1981[n 5] : Das Boot : Lt. Werner (Herbert Grönemeyer)
- 1995 : La Mutante : Stephen Arden (Alfred Molina)
- 1995 : Raison et Sentiments : John Willoughby (Greg Wise)
- 1995 : Mort subite : Hickey (Michael Gaston)
- 1996 : Le Fantôme du Bengale : Jimmy Wells (Jon Tenney)
- 1998 : La Méthode zéro : Steve Arlo (Ben Stiller)
- 1998 : Celebrity : le prêtre catholique (Dylan Baker)
- 1999 : Guns 1748 : MacLeane (Jonny Lee Miller)
- 1999 : Collège Attitude : Rob Geller (David Arquette)
- 1999 : Eyes Wide Shut : Nick Nightingale (Todd Field)
- 1999 : Sixième Sens : Stanley Cunningham (Bruce Norris)
- 1999 : Molly : Buck McKay (Aaron Eckhart)
- 1999 : Un de trop : Oscar Novak (Matthew Perry)
- 2000 : Requiem for a Dream : Arnold (Sean Gullette)
- 2001 : Human Nature : Puff (Rhys Ifans)
- 2001 : Nadia : John (Ben Chaplin)
- 2002 : Feu de glace : Adam Tallis (Joseph Fiennes)
- 2002 : Max : Max Rothman (John Cusack)
- 2002 : La Vengeance de Monte Cristo : Fernand Mondego (Guy Pearce)
- 2002 : Resident Evil : Spencer Parks (James Purefoy)
- 2002 : Le Club des empereurs : Sedgewick Bell, vieux (Joel Gretsch)
- 2003 : Détour mortel : Scott (Jeremy Sisto)
- 2003 : Dracula II : Ascension : le Père Uffizi (Jason Scott Lee)
- 2004 : Les Maîtres du jeu : Vernon (Stuart Townsend)
- 2004 : The Grudge : Matthew Williams (William Mapother)
- 2006 : Il était une fois dans le Queens : Dito Montiel (Robert Downey Jr.)
- 2006 : Thank You for Smoking : Jeff Megall (Rob Lowe)
- 2007 : Stardust, le mystère de l'étoile : Humphrey (Henry Cavill)
- 2008 : Le Grand Stan : Stan (Rob Schneider)
- 2009 : Agora : Oreste (Oscar Isaac)
- 2010 : Sauvez Willy 4 : Le Repaire des pirates : Dr Sam Cooper (Kevin Otto)
- 2013 : L'Extravagant Voyage du jeune et prodigieux T. S. Spivet : Roy (Rick Mercer)
- 2013 : Intersections : Scott Dolan (Frank Grillo)
- 2013 : Le berceau du mal : l'inspecteur Williams (Gabriel Macht)
- 2014 : Exodus: Gods and Kings : Le Vice-Roi Hegep (Ben Mendelsohn)
- 2015 : La vallée des chevaliers : Anton (Bjarte Tjøstheim)
- 2018 : Bleach : Byakuya Kuchiki (Miyavi)
- 2018 : Détective Dee 3 : La Légende des rois célestes : Huan Tian Zhenren (Aoyue Zhang)
- 2018 : Mirage : Aitor Medina (Miquel Fernández)
- 2019 : Évasion 3 : The Extractors : Wu Zhang (Russell Wong)
- 2020 : Le Voyage du Docteur Dolittle : Barry le tigre (Ralph Fiennes) (voix)
- 2022 : Amour entre adultes : Holger (Mikael Birkkjær)
- 2022 : Violent Night : Jason Lightstone (Alex Hassell)
- 2025 : O'Dessa : Plutonovich (Murray Bartlett)

#### Films d'animation
- 2003 : La Légende du Cid : Rodrigue
- 2006 : Ultimate Avengers : Steve Rogers / Captain America
- 2008 : Next Avengers : Iron Captain
- 2009 : Ultimate Avengers 2 : Steve Rogers / Captain America
- 2010 : Toy Story 3 : M. Labrosse[n 6]
- 2011 : Happy Feet 2 : Will le Krill
- 2011 : Vacances à Hawaï : M. Labrosse[n 6] (court métrage)
- 2011 : Mini Buzz : M. Labrosse[n 6] (court métrage)
- 2012 : Rex, le roi de la fête : M. Labrosse[n 6] (court métrage)
- 2013 : Toy Story : Angoisse au motel : M. Labrosse[n 6] (court métrage)
- 2017 : Cars 3 : Sterling
- 2017 : Toy Story : Hors du temps : M. Labrosse[n 6]
- 2019 : Toy Story 4 : M. Labrosse[n 6]
- 2020 : Bob l'éponge, le film : Éponge en eaux troubles : Soage
- 2020 : Lego Star Wars : Joyeuses Fêtes (en) : le général Hux
- 2023 : Nimona : un soldat

### Télévision

#### Téléfilms
- Chris Potter dans (14 téléfilms) :
  - Maison à louer pour cœur à prendre (2003) : David Morrow
  - Le Diamant de la peur (2003) : Sam Bryant
  - Le Frisson du crime (2006) : Graydon Jennings
  - Superstorm (2007) : Dan Abrams
  - Sœurs de cœur (2007) : Hank Meacham
  - Une assistante presque parfaite (2008) : David Wescott
  - Le jardin des merveilles (2009) : Jake Russell
  - Un étranger dans ma maison (2010) : Robert May
  - Un mariage féérique (2010) : Jake Russell
  - La magie de la famille (2011) : Jake Russell
  - Une famille peu ordinaire (2012) : Jake Russell
  - Ma famille bien-aimée (2013) : Jake Russell
  - Bienvenue dans la famille (2014) : Jake Russell
  - Un grand froid sur Noël (2015) : Charles Montgomery

- Bart Johnson dans :
  - À la recherche de l'esprit de Noël (2013) : Daniel Huntslar
  - Noël entre sœurs (2021) : Robert

- Benjamin Ayres dans : 
  - Romance d'automne (2017) : Dr Jeff Callan
  - Le Secret d'un Noël parfait (2022) : Blake

- 1996 : Gotti : Gene Gotti (Scott Cohen)
- 1997 : La Seconde Guerre de Sécession : Blaine Gorman (Hank Stratton)
- 2002 : Crime de sang : Daniel Pruitt (Johnathon Schaech)
- 2003 : La Prison de glace : Sandy (Steve Cumyn)
- 2004 : La Sanfelice : Andreas Backer (Steffen Wink)
- 2005 : L'Incroyable Voyage de Mary Bryant : le lieutenant Ralph Clarke (Jack Davenport)
- 2008 : La Ville du Père Noël : Ben Richards (Matt Walton)
- 2009 : Un vœu pour être heureux : Tyson (Kevin Kirkpatrick)
- 2010 : Le Dossier secret : Dr Gregor Gropius (Marco Girnth)
- 2012 : Romance irlandaise : Michael Garrett (Adrian Pasdar)
- 2012 : Coupable d'infidélité : Cassar (Paolo Seganti)
- 2015 : Une infirmière dangereuse : Dr Lucas Emery (Rick Roberts)
- 2015 : Les douze coups de Noël : Daniel (Thomas Beaudoin)
- 2016 : Les deux visages de ma femme : Peter (J. R. Bourne)
- 2017 : Petits meurtres et confidences : mystérieuse disparition : Ryan Cook (Jim Thorburn)
- 2018 : La double vie de mon mari : Kyle Gardner (Wil Traval)
- 2018 : Un Noël royal : le prince Patrick (Diarmaid Murtagh)
- 2019 : Deadwood, le film : Seth Bullock (Timothy Olyphant)
- 2019 : Le calendrier secret de Noël : Ben Baxter (Paul Greene)
- 2019 : La partition perdue de Noël : Chase (Brendan Hines)
- 2020 : Jalousie entre voisines : Scott Morgan (Geoff Gustafson)
- 2023 : Coup de foudre en cadeau de Noël : Jack Paxton (Dan Payne)

#### Séries télévisées
- Timothy Olyphant dans (12 séries) :
  - Deadwood (2004-2006) : Seth Bullock (36 épisodes)
  - Samantha qui ? (2008) : Winston Funk (saison 1, épisode 11)
  - Damages (2009-2010) : Wes Krulik (15 épisodes)
  - The Office (2010) : Danny Cordrey (saison 7, épisodes 5 et 10)
  - Justified (2010-2015) : Raylan Givens (en) (78 épisodes)
  - Santa Clarita Diet (2017-2019) : Joel Hammond (30 épisodes)
  - The Good Place (2020) : Timothy Olyphant (saison 4, épisode 10)
  - Fargo (2020) : l'US Marshal Dick « Dur d'Oreille » Wickware (saison 4)
  - Daisy Jones and The Six (2023) : Rod Reyes (mini-série)
  - Full Circle (2023) : Derek Browne (mini-série)
  - Justified: City Primeval (2023) : Raylan Givens (mini-série)
  - Stick (en) (2025) : Clark Ross

- Brendan Hines dans (11 séries) :
  - Terminator : Les Chroniques de Sarah Connor (2008) : Andy Goode
  - Lie to Me (2009-2011) : Eli Loker
  - Castle (2011) : Alex Conrad (saison 3, épisode 21)
  - Body of Proof (2012) : Marc Freston (saison 2, épisode 11)
  - Scandal (2012) : Gideon Wallace
  - Covert Affairs (2012) : Wade Moore (saison 3, épisode 3)
  - Beauty and the Beast (2013) : David (saison 1, épisode 11)
  - Scorpion (2014-2015) : Drew Winters
  - Secrets and Lies (2016) : l'inspecteur Ralston
  - The Tick (2017-2019) : Supermoi
  - MacGyver (2018-2019) : Ethan Raines, le mari de Matty

- James Frain dans (9 séries) :
  - Les Tudors (2007-2009) : Thomas Cromwell
  - Grey's Anatomy (2009) : Tom Crawley (Saison 6, épisode 3)
  - The Cape (2011) : Chess / Peter Fleming
  - Burn Notice (2011) : James Forte (saison 5, épisode 9)
  - Mentalist (2012) : Terry Murphy (saison 4, épisode 14)
  - The White Queen (2013) : Lord Warwick
  - Sleepy Hollow (2013) : Rutledge (saison 1, épisode 6)
  - Agent Carter (2015) : Leet Brannis (saison 1, épisodes 1 et 2)
  - Elementary (2019) : Odin Reichenbach (saison 9, rôle récurrent)

- Damian Lewis dans (5 séries) :
  - Life (2007-2009) : l'inspecteur Charles « Charlie » Crews (32 épisodes)
  - Homeland (2011-2014) : Nicholas Brody (37 épisodes)
  - Dans l'ombre des Tudors (2015) : Henri VIII (mini-série)
  - Billions (2016-2023) : Bobby « Axe » Axelrod (66 épisodes)
  - A Spy Among Friends (en) (2022) : Nicholas Elliott (mini-série)

- Chris Potter dans (4 séries) :
  - Les Dessous de Palm Beach (1996-1999) : le sergent Tom Ryan
  - Méthode Zoé (2003-2005) : Dan Lennox
  - New York, unité spéciale (2004 / 2006) : M. Rice (saison 5, épisode 25) et Linus McKellen (saison 7, épisode 15)
  - Les Frères Scott (2005) : Ray Green (saison 2, épisode 19)

- Rick Hoffman dans (4 séries) :
  - The Street (2000) : Freddie Sacker
  - New York, unité spéciale (2008) : Gary Lesley (saison 9, épisode 16)
  - NCIS : Enquêtes spéciales (2008) : Kelvin Ridgeway (saison 5, épisode 15)
  - Mentalist (2010) : Christopher Lynch (saison 2, épisode 22)

- Scott Speedman dans :
  - Felicity (1998-2002) : Ben Covington (84 épisodes)
  - Grey's Anatomy (depuis 2018) : Dr Nick Marsh
  - You (2021) : Matthew Engler (saison 3)

- Paolo Seganti dans :
  - Lydia DeLucca (2002) : Lorenzo DeLucca (saison 2, épisode 13)
  - Largo Winch (2001-2003) : Largo Winch
  - La Lance de la destinée (2007) : Peter Kenzie

- Ethan Hawke dans :
  - Alias (2003) : James L. Lennox (saison 2, épisode 14)
  - The Good Lord Bird (2020) : John Brown (mini-série)
  - Moon Knight (2022) : Dr Arthur Harrow (mini-série)

- Daniel Dae Kim dans :
  - The Shield (2004) : Thomas Choi (saison 3, épisode 12)
  - Good Doctor (2019) : Dr Jackson Han (saison 2)
  - New Amsterdam (2020-2023) : Dr Cassian Shin (7 épisodes)

- Jack Davenport dans :
  - Swingtown (2008) : Bruce Miller (13 épisodes)
  - Why Women Kill (2019-2021) : Karl Grove / le narrateur (20 épisodes)
  - The Assassin (2025) : Sean

- Adrian Pasdar dans : 
  - Mysterious Ways : Les Chemins de l'étrange (2000-2002) : Declan Dunn
  - Desperate Housewives (2005) : David Bradley

- Karl Urban dans :
  - The Boys (depuis 2019) : William « Billy » Butcher (en)
  - Gen V (2023) : William « Billy » Butcher (saison 1, épisode 8)

- Neil Jackson dans :
  - Stargirl (2020-2022) : Jordan Mahkent / Icicle (17 épisodes)
  - Tracker (2024) : William Locke (saison 2, épisode 4)

- Murray Bartlett dans :
  - The Last of Us (2023) : Frank (saison 1, épisode 3)
  - Extrapolations (2023) : Ariel Turner (saison 1, épisode 8)

- 1996 : Le Titanic : Jaime Pierce (Mike Doyle) (mini-série)
- 1999-2001 : Destins croisés : M. Jones (Gordie Brown)
- 2000 : Le Dixième Royaume : Wolf (Scott Cohen) (mini-série)
- 2000-2001 : Deuxième chance : Graham Rympaski (D. B. Sweeney)
- 2003 : Miss Match : Adam Logan (Nathan Fillion)
- 2004 : Sue Thomas, l'œil du FBI : Adam Kinsey (Ryan Scott Green) (Saison 3, épisode 5)
- 2007 : Dresden, enquêtes parallèles : Harry Dresden (Paul Blackthorne)
- 2007 : Commissaire Anders (de) : Kristian Norström (Thomas Hanzon (sv)) (saison 1, épisode 1)
- 2008 : Starter Wife : l'inspecteur Eddie LaRoche (Eddie Cibrian)
- 2008 : Cashmere Mafia : Eric Burden (Julian Ovenden)
- 2008 : Prison Break : Patrick Vikan (Mark Pellegrino)
- 2009 : Valemont : Eric Gracen (Eric Balfour)
- 2009 : Samantha qui ? : Funk (Billy Zane)
- 2009 : Monk : l'agent du FBI Stone (Reed Diamond) (saison 8, épisode 4)
- 2009 : Ghost Whisperer : Jeremy Bishop (Jason Brooks) (saison 4, épisode 23)
- 2010 : Cold Case : Affaires classées : Ryan Cavanaugh (Johnny Messner)
- 2010 : Whitechapel : Jimmy Kray & Johnny Kray (Craig Parkinson)
- 2010-2013 / 2022 : Borgen, une femme au pouvoir : Phillip Christensen (Mikael Birkkjær) (30 épisodes)
- 2011 : Blue Bloods : Jacob Krystal (Frederick Weller (en))
- 2011 : Downton Abbey : le major Patrick Gordon (Trevor White) (saison 2, épisode 6)
- 2011-2016 : Person of Interest : John Reese (Jim Caviezel)
- 2012 : Boardwalk Empire : Dr Douglas Mason (Patrick Kennedy)
- 2012 : Vampire Diaries : Finn (Casper Zafer)
- 2012 : Drop Dead Diva : attorney Carlyle (Adam Harrington) (saison 4, épisode 9)
- 2012-2014 : Lilyhammer : Jan Johansen (Fridtjov Såheim)
- 2013 : Defiance : Connor Lang Jr. (Gale Harold)
- 2014 : Le Renard : Mateo Souza (Tobias Oertel (de)) (saison 38, épisode 9)
- 2016-2018 : Swedish Dicks : Tex (Keanu Reeves)
- 2017 : Good Doctor : Mark Allen (Niall Matter) (saison 1, épisode 4)
- 2017 : Maltese : le commissaire Dario Maltese (Kim Rossi Stuart) (mini-série)
- 2019 : Mystère en eaux troubles : Scott Elias (Gerald Kyd) (mini-série)
- 2019 : Reine du Sud : Eddie Brucks (Bailey Chase) (saison 4)
- depuis 2019 : The Morning Show : Cory Ellison (Billy Crudup)
- 2020 : Ozark : Andrew Wade (Brian Lafontaine) (saison 3, épisodes 7 et 8)
- 2020 : Westworld : Brompton (Russell Wong) (saison 3)
- 2020 : The Comey Rule : Peter Strzok (Steven Pasquale) (mini-série)
- 2020 : Allô la Terre, ici Ned (en) : Cornelius (Michael Oosterom) (voix)
- 2020 : Les Enquêtes de Vera : Sean Forrest (Jalaal Hartley) (saison 10, épisode 1)
- depuis 2020 : Doc : Andrea Fanti (Luca Argentero)
- 2021 : Dopesick : Martin Willis (R. Keith Harris) (mini-série)
- 2021 : The One : Connor Martin (Diarmaid Murtagh) (8 épisodes)
- 2021-2022 : 1883 : James Dutton (Tim McGraw) (10 épisodes)
- 2021-2023 : Sex/Life : Cooper Connelly (Mike Vogel) (14 épisodes)
- 2022 : Severance : Petey (Yul Vazquez) (6 épisodes)
- 2022-2023 : Echo 3 (en) : Eric « Prince » Haas (Michiel Huisman)
- 2023 : Sky Rojo : Toni (Xavi Lite (es))
- 2023 : The Watchful Eye : Matthew Ward (Warren Christie)
- 2023 : La Diplomate : le premier ministre Nicol Trowbridge (Rory Kinnear)
- 2023 : White House Plumbers (en) : John Dean (Domhnall Gleeson) (mini-série)
- 2023 : Le Griffon : ? (?) (mini-série)
- 2023 : Hasta el cielo : La série (es) : Alvaro (Jaime Zatarain (es))
- 2023 : Les Rois de Bombay (en) : Ismail Kadri (Kay Kay Menon)
- 2023 : Dave : Brad Pitt (Brad Pitt) (saison 3, épisode 10)
- 2024 : Percy Jackson et les Olympiens : Héphaïstos (Timothy Omundson) (saison 1, épisode 5)
- 2024 : Rivals : Rupert Campbell-Black (Alex Hassell)
- 2024-2025 : Skeleton Crew : Jod Na Nawood (Jude Law)
- depuis 2024 : The Agency : Brandon « Martian » Colby (Michael Fassbender)

#### Séries d'animation
- 1998-2000 : Godzilla, la série : Dr Niko « Nick » Tatopoulos[n 7]
- 2011 : Wakfu : Pandiego de la Vega (création de voix)
- 2012-2013 : Le Petit Prince : l'Aviateur (création de voix)
- 2012-2014 : Star Wars: The Clone Wars : Obi-Wan Kenobi (2e voix, saisons 5 et 6)
- 2019 : Trailer Park Boys (en) : Josh
- 2019 : Star Wars Resistance : Général Hux
- 2019[n 8] : Vinland Saga : Asser
- 2019-2020 : Fourchette se pose des questions (en) : M. Labrosse[n 9]
- 2021 : Solar Opposites : Ethan
- 2022 : The Boys présentent : Les Diaboliques : William « Billy » Butcher (saison 1, épisode 3)
- 2022-2023 : Transformers: EarthSpark : l'agent Schloder
- 2022-2023 : Bastard!! : Dark Schneider
- 2023 : Pluto : Gesicht
- 2023 : What If...? : Yon-Rogg[n 10] (saison 2, épisode 1)

### Jeux vidéo
- 1997 : Star Wars: Jedi Knight - Dark Forces 2 : Kyle Katarn et Yun
- 1998 : Star Wars: Jedi Knight - Mysteries of the Sith : Kyle Katarn, voix additionnelles
- 1998 : Star Wars: Rebellion : Luke Skywalker
- 2002 : Largo Winch : Aller simple pour les Balkans : Largo Winch
- 2004 : Tom Clancy's Splinter Cell: Pandora Tomorrow : Suhadi Sadono
- 2005 : Fahrenheit : Lucas Kane
- 2005 : The Matrix: Path of Neo : Thomas A. Anderson / Neo
- 2009 : Dragon Age: Origins : Roi Cailan
- 2011 : Dragon Age 2 : voix additionnelles
- 2011 : Dungeon Siege III : Lucas Montbarron
- 2011 : The Witcher 2: Assassins of Kings : Aryen de La Valette et Serrit
- 2011 : Resident Evil: Time Crisis : Richard Miller
- 2012 : Lego Le Seigneur des anneaux : Aragorn
- 2012 : Kinect Héros : Une aventure Disney-Pixar : Labrosse
- 2014 : Watch Dogs (+ DLC : Bad Blood) : Aiden Pearce[n 11]
- 2016 : Lego Star Wars : Le Réveil de la Force : Général Hux
- 2016 : World of Warcraft : Legion : l'arpenteur des ombres
- 2018 : World of Warcraft: Battle for Azeroth : Tandred Portvaillant
- 2020 : Cyberpunk 2077 : Johnny Silverhand[n 12]
- 2021 : Watch Dogs: Bloodline : Aiden Pearce[n 11]
- 2023 : Cyberpunk 2077 : Phantom Liberty : Johnny Silverhand[n 12]

### Direction artistique

#### Films
- 2020 : Holidate
- 2022 : Cha Cha Real Smooth

#### Séries télévisées
- 2023 : Extrapolations
- 2025 : Dope Thief (mini-série)

## Voix off

### Télévisuelle
- L'addition, s'il vous plaît (TF1)
- Les Rois du gâteau (M6)
- Les Fabuleux Pouvoirs de l'hypnose (Arte)
- Les Superpouvoirs des plantes (France 5)
- 2021 : Total Rénovation : Surprises de stars : lui-même (Brad Pitt)
- depuis 2023 : Destination X : sauront-ils se repérer ? (M6)
- As Astra(2019)

### Publicités
- Actifed : jour et nuit (2005)
- Tediber (2017)
- Il y a un monstre dans ma cuisine - Greenpeace (2020)
- Secours catholique (2023)
- Autosphere (2023)
- Office de tourisme d'Irlande (2023)
- Parions sport (depuis 2024)
- Booking (2025)

### Spectacles
- Parc du Puy du Fou : une des voix des Amoureux de Verdun

### Livre Audio
- J’ai commencé par mourir de Gilles Legardinier